# Frangepán Lénárd
Frangepán Lénárd (horvátul: Leonard Frankopan, 13. század második fele – 1308. második fele) a Frangepán családból származó horvát főnemes, vegliai, vinodoli és modrusi gróf.

## Családja
Frangepán IV. Vidnek, Zengg urának fiatalabbik fia volt. Egyetlen testvére III. János volt, akinek halála (1292) után ő lett a család feje. Felesége Pietro Gradenigo velencei dózse nővére volt, így ez volt az első eset, hogy a Frangepánok összeházasodtak valamely uralkodói házzal. Egyetlen lányuk született, Genevra (Zanetta), akit a dózse apja halála után örökbe fogadott.

## Élete
Első írásos említése 1279-ben történt, amikor IV. László király megerősíti Lénárdot, valamint testvérét III. Jánost, és unokatestvéreit, I. Istvánt és II. Duimot Modrus és Vinodol birtokában. 1288. január 6-án Noviba hívták össze a Vinodoli völgy tíz közigazgatási egységének, Grobniknak, Trsatnak, Bakarnak, Hreljinnek, Driveniknek, Grižanénak, Bribirnek, Ledenicának és Novigradnak (a mai Novi Vinodolskinak) a képviselőit, hogy uruk, Frangepán Lénárd jelenlétében megalkossák a Vinodol életét szabályzó törvényi előírásokat. Írásba fektették a régi közösségi élet szabályait, melyeket új előírásokkal egészítettek ki, egyúttal szabályozták a hűbéri viszonyokat és a hűbérúr iránti kötelezettségeket. Ezeknek a normáknak az összességét Vinodoli törvénykönyv néven, glagolita betűkkel foglalták írásba. Tekintettel arra, hogy a vegliai grófok közül csak Lénárd volt jelen ezen az eseményen, megállapítható, hogy akkoriban a család rangidőseként ő irányította Vinodolt.
1289-ben IV. László király testvérével, III. Jánossal együtt megerősítette a korbavai és zenggi egyházmegyék területén fekvő birtokaiban és kegyúri jogaiban, mert saját költségükön fogadták, vendégül látták és vitték el az uralkodó követeit a pápához és Anjou II. Károly nápolyi királyhoz. IV. László király 1290. július 10-én bekövetkezett halálával trónharc tört ki Magyarországon, melyben Lénárd a család többi tagjával együtt II. Károly nápolyi király fiát, Martell Károly calabriai herceget, majd ennek halála (1295) után II. Károly unokáját, Károly Róbertet támogatta. Támogatásukat nemcsak arra alapozták, mert a Római Szentszék ajánlotta, hanem azért is, mert abban reménykedtek, hogy Anjouk magyar és horvát trónra lépése meggyengíti, és talán teljesen összetöri a Velencei Köztársaság dominanciáját az Adrián. Ebben csatlakozott hozzájuk nemcsak a Frangepánok, de a horvát nemesség többsége is.
1290-ben testvérével, Jánossal III. megszerezte a Gatán megyét, valamint Krk, Vinodol, Modruš és Gatan knyázi címét. 1292-ben János halála után a vegliai grófok Vid ágának vezetése Lénárdra szállt, II. Károly király pedig átadta neki a korábban III. János birtokában lévő földeket. 1300. február 10-én II. Károly nápolyi király bejelentette, hogy unokája, Károly Róbert Magyarország trónjára lépett. 1300. augusztus 26-án II. Károly elrendelte, hogy Lénárd Nápolyból 500 rakomány búzát szállítson városai és várai ellátására. Ebből az alkalomból kiemeli, hogy Lénárd gróf „minden lehetséges módon ellenáll és harcol Andrással, a Magyar Királyság arrogáns megszállójával szemben (contra Andreacium, regni Ungarie illicitum invasorem, exercere ac expendere satagit quicquid potest resistentie ac rigoris). 1305-ben Krk szigetének városai Krk, Omišalj, Dobrinj, Vrbnik és Baška fellázadtak a kormányzása ellen. Az osori Rioccardo Quirin közvetítésével több, mint egy évnyi tárgyalás után végül egyezség született, amit 1307-ben a dózse és a velencei nagytanács is megerősített.
A következő évben, 1308-ban, valamikor az év második felében, Lénárd gróf meghalt. Feleségétől, Pietro Gradinego velencei dózse testvérétől született egyetlen lányát, Genevrát (Zenevra, Zanetta, Simla) hagyta hátra, akinek végrendeletében 2000 velencei dinárt szánt saját részére (de bonis suis). Hatalmát, tisztségeit és birtokait a Vid ág rangidős tagja, III. János gróf fia II. Duim vette át. Duim gróf később Genevri miatt vitába keveredett a velenceiekkel is, akit akarata ellenére próbált Magyarországon férjhez adni. A lány azonban szívesebben maradt volna Velencében. Erre a dózse, akinek Genevri szintén az unokahuga volt Duimot a tervében megakadályozta, és miután Velencébe távozott maga fogadta örökbe. 